# 6e cérémonie des Gérard de la télévision
Les Gérard de la télévision 2011 est la sixième édition des Gérard de la télévision, une cérémonie qui récompense chaque année les pires émissions et personnalités du paysage télévisuel français. L'événement a lieu le 20 décembre 2011 à la salle Wagram et en direct sur la chaîne Paris Première.

## Palmarès
Sources, :

### Gérard de la présentatrice météo qui, au rythme du réchauffement climatique, s'assèche doucement mais sûrement
- Évelyne Dhéliat (TF1)
  - Florence Klein (France 3)
  - Isabelle Martinet (France 2)
  - Catherine Laborde (TF1)
  - Fabienne Amiach (France 3)

### Gérard de l'animateur «qui aurait pas dû»
- Christophe Hondelatte, qui aurait pas dû enregistrer [la chanson] Dr House
  - Jean-Luc Delarue, qui aurait pas dû arrêter la drogue
  - Laurent Ruquier, qui aurait pas dû remplacer Zemmour et Naulleau par Nounouille et Coconne
  - Élizabeth Tchoungui, qui aurait pas dû en général
  - FX de Secret Story 3, qui aurait pas dû traverser sans regarder
  - Cyril Viguier, qui aurait pas dû naître

### Gérard de l'émission dewarriorsoù des candidats se fightent façonAlien vs Predatorsur duCarmina Burana, tout ça pour déterminer si le menu makis de Célestin est meilleur que le menu verrines de Floriane
- MasterChef (TF1)
  - Top Chef (M6)
  - Quatre mariages pour une lune de miel (TF1)
  - Un dîner presque parfait (M6)
  - Un dîner presque parfait : la finale des chefs (M6)

### Gérard du monomaniaque
- Bernard de La Villardière dans Enquête exclusive sur M6 pour : « Sexe, drogues, alcool, viols, meurtres, sodomie sur personnes âgées : enquête sans concession dans la filière roumaine »
  - Jean-Pierre Pernaut dans le JT sur TF1 pour : « Et on poursuit avec une nouvelle grève à la SNCF, grève causée par les syndicats qui soutiennent, vous le savez, les clandestins sans-papiers, qui détournent régulièrement les allocations familiales, tout en bénéficiant de la CMU, avec la complicité des imams de banlieue dont les femmes voilées ont manifesté ce matin Gare Saint Lazare, causant de multiples retards dans les transports, et prenant en otage les usagers, ce qui a bien sûr fait les affaires des syndicats... »
  - Carole Rousseau dans 90' Enquêtes sur TMC pour : « Sexe, drogues, alcool, viols, meurtres, sodomie sur personnes âgées : enquête sans concession dans la filière roumaine. »
  - Estelle Denis dans 100 % Mag sur M6 pour : « Et on poursuit avec la nouvelle tendance du moment : les boites à bijoux à partir de boîtes à camembert. Une tendance à laquelle succombent de plus en plus de Français. Taffetas, feutrine, tulle ou papier crépon, les Français ne manquent pas d'imagination pour décorer leurs petites boites à bonheur. Et à 14 euros en moyenne, ça serait dommage de se priver. »
  - Jean-Marc Morandini dans Morandini ! sur Direct 8 pour : « Hommes nus, femmes nues, peoples nus, célébrité nues : la folie du nu mise à nu : regardez ! »
  - Matthieu Delormeau dans Tellement vrai sur NRJ 12 pour : « Pétasses à gros seins qui veulent devenir actrices de cul et boutonneux belges qui font des moulinets avec leur bite pour créer le buzz : enquête sur les nouvelles têtes de nœud. »

### Gérard du membre d'un jury de tocards qui a toute légitimité à te juger vu comment il a brillamment réussi sa carrière
- Jean Benguigui dans On n'demande qu'à en rire (France 2)
  - Henry Padovani dans X Factor (M6)
  - Tina Arena dans Sing-Off 100 % Vocal (France 2)
  - Alessandra Martines dans Danse avec les stars (TF1)
  - Tatiana-Laurens Delarue de Secret Story 1 dans Les Voix de la chance (NRJ 12)

### Gérard du super héros invincible qui résiste à tout depuis plus de trente ans: aux directeurs de programmes, à la pression politique, aux mauvaises audiences et à la canicule
- Super Michel Drucker
  - Super Michel Denisot

### Gérard de l'émission qui te fait croire que tu vas trouver l'amour, alors qu'avec ta gueule, même ta main refuse de te branler
- L'amour est aveugle (TF1)
  - L'amour est dans le pré (M6)
  - L'Amour au menu  (Direct 8)
  - Belle toute nue (M6)
  - Nouveau look pour une nouvelle vie (M6)

### Gérard de l'animatrice tellement nulle que tu te demandes ce qu'elle a bien pu faire pour décrocher son poste. Enfin non, tu te le demandes pas, tu le sais, mais tu le gardes pour toi pour pas t'attirer d’emmerdes avecNi putes ni soumises
- Solweig Rediger-Lizlow dans Le Grand Journal (Canal+)
  - Faustine Bollaert dans Vies croisées (W9)
  - Karine Ferri dans Morandini ! (Direct 8)
  - Laurence Ferrari dans le JT de TF1
  - Cécile de Ménibus dans Morandini ! (Direct 8)
  - Matthieu Delormeau dans Tellement vrai (NRJ 12)

### Gérard du tirage de lettres embarrassant dans l'émissionDes chiffres et des lettres
- H.E.I.L.H.I.T.L.E.R.
  - R.O.U.B.I.G.N.O.L.E.S.
  - G.R.O.S.N.I.B.A.R.D.S.
  - E.M.I.L.E.L.O.U.I.S.
  - S.U.C.E.M.A.B.I.T.E.
  - T.R.I.S.O.M.I.Q.U.E.

### Gérard du type, sa tête, on dirait une marionnette desGuignols
- Igor Bogdanoff dans À deux pas du futur (France 5)
  - Gilles Bouleau dans le JT de TF1
  - Arlette Chabot dans À vous de juger (France 2)
  - Grichka Bogdanoff dans À deux pas du futur (France 5)
  - Yves Calvi dans C dans l'air (France 5)
  - Mickaël Vendetta dans Carré ViiiP (TF1)
  - Anne Roumanoff dans Vivement dimanche (France 2)

### Gérard de l'invité-juke-box dans lequel t'as juste à mettre une pièce pour qu'il te rejoue la même chanson
- Christophe Hondelatte pour : « Non, mais si vous aimez pas mon disque, c'est parce que vous y connaissez rien en musique ! Mais bon, je m'en fiche, tous les artistes ont vécu ça... Les Brel, les Brassens, les Ferré, et maintenant moi... Mais en France, on adore mettre des étiquettes… Puisque c’est comme ça j’me casse ! »
  - Jean-Pierre Coffe pour : « Mais enfin les enfants, c'est beau comme tout des cochons qui font l'amour, c'est naturel, c'est merveilleux des porcs qui baisent. »
  - Igor et Grichka Bogdanoff pour : « On nous demande toujours quel âge on a, mais c'est pas ça l'important. L'important, c'est cosmique. Nous, aujourd'hui, on a l'âge des étoiles. »
  - Fabrice Luchini pour : « Quand j'étais tout gamin, et que je me tirais sur la tige, je... Mais bien sûr que je me tirais sur la tige, bien sûr, pourquoi ça vous choque ? »
  - Geneviève de Fontenay pour : « Oooooh, mais alors, cette fille, elle est d'un vulgaire, mais regardez ces photos ! Je veux pas être vulgaire, mais elle se touche la chatte devant tout le monde ! C'est ça, le bon goût ? »

### Gérard de la meilleure famille dansUne famille en or
- La famille Diallo
  - La famille Cohen
  - La famille Ndiaye
  - La famille Chouckroune
  - La famille Cissé
  - La famille Belkacem
  - La famille Sanchez

### Gérard de l'émission où on mange des vers
- Koh-Lanta (TF1)
  - Fourchette & Sac à Dos (France 5)
  - Rendez-vous en terre inconnue (France 2)
  - Seul face à la nature (NT1
  - Familles d'explorateurs (TF1)

### Gérard du petitmétrosexuelà chemiseFred Perry, bottinesPaul Smithet costardThe Kooples, embauché au départ pour faire bander lesgaysduMaraismais qui finalement fait mouiller les vieilles duVésinet
- Yann Barthès dans Le Petit Journal (Canal+)
  - Cyril Féraud dans Le Grand Jeu (France 3)
  - Matthieu Delormeau dans Tellement vrai (NRJ 12)
  - Vincent Cerutti dans Danse avec les stars (TF1)
  - Julian Bugier dans Journal de 20 heures de France 2

### Gérard du KGB
- Alexandra Golovanov dans La mode, la mode, la mode (Paris Première)
  - Igor Bogdanoff dans À deux pas du futur (France 5)
  - Grichka Bogdanoff dans À deux pas du futur (France 5)
  - Jean-Pierre Cov dans Vivement dimanche prochain (France 2)
  - Anne Roumanov dans Vivement dimanche prochain (France 2)

### Gérard de l'animateur qui a trop de dents, et elles sont trop blanches
- Jean-Marc Morandini dans Morandini ! (Direct 8)
  - Philippe Vandel dans Vive la télé (Paris Première)
  - Vincent Cerutti dans Danse avec les stars (TF1)
  - Élizabeth Tchoungui dans Avant-premières (France 2)
  - Marc-Olivier Fogiel dans Face à l'actu (M6)

### Gérard de l’astuce 100% malin, 100% discount, pour remplir votre chaîne TNT à prix futés!
- Filmer des chansonniers qui rient encore en imitant Georges Marchais et Raymond Barre (Paris Première)
  - Piquer des vidéos du net (Direct 8)
  - Et en faire des zappings (NT1)
  - Rediffuser des Simpson de 1985 (W9)
  - Diffuser des télé-achats américains (TMC)
  - Passer que des clips de R'n'B toute la journée (Direct Star)
- Rediffuser les programmes de France 2 (France 4)

### Gérard de l'émission qui a un nom de pièce de boulevard avecMarthe VillalongaetBernard Menezen slip caché dans un placard
- Comment ça va bien ! (France 2)
  - On n'demande qu'à en rire (France 2)
  - On n'est pas couché (France 2)
  - Zemmour et Naulleau (Paris Première)
  - Chabada (France 3)
  - Les Z'amours (France 2)

### Gérard du chômeur qui vient pointer àParis Premièreplutôt qu'àPôle emploi
- Guillaume Durand dans Rive droite
  - Pierre Lescure dans Lescure : tôt ou tard
  - Philippe Vandel dans Vive la télé
  - Éric Zemmour dans Zemmour et Naulleau
  - Éric Naulleau dans Zemmour et Naulleau

### Gérard du zoo
- Les Ch'tis à Ibiza (W9)
  - Secret Story (TF1)
  - Les Anges de la télé réalité (NRJ 12)
  - Confessions intimes (TF1)
  - Morandini ! (Direct 8)
  - Tellement vrai (NRJ 12)

### Gérard du jardin des plantes
- Ariane Massenet dans Le Grand Journal (Canal+)
  - Sandrine Quétier dans 50 minutes inside (TF1)
  - Victoria Silvstedt dans La Roue de la fortune (TF1)
  - Élodie Gossuin dans Touche pas à mon poste ! (France 4)
  - Sandrine Corman dans X Factor (M6)

### Gérard de l'émission qui a fait un tel krach d'audience qu'on a eu du bol queStandard & Poor'sne dégrade pas la note de la France dans la foulée
- Avant-premières, avec Élizabeth Tchoungui (France 2)
  - Vendredi sur un plateau, avec Cyril Viguier (France 3)
  - L'Étoffe des champions, avec Raymond Domenech (France 3)
  - Sing-Off 100 % Vocal, avec Alexandre Devoise (France 2)
  - Face à l'actu, avec Marc-Olivier Fogiel (M6)
  - Carré ViiiP, avec Elsa Fayer (TF1)
  - 3 Princes à Paris, avec Angela Lorente (TF1)
  - Midi en France, avec Laurent Boyer (France 3)

### Gérard du pire animateur de l'année
- Cyril Viguier, dans Vendredi sur un plateau (France 3)
  - Vincent Cerutti, dans Danse avec les stars (TF1)
  - Bernard de La Villardière, dans Enquête exclusive (M6)
  - Jean-Marc Morandini, dans Morandini ! (Direct 8)
  - Laurent Boyer, dans Midi en France (France 3)
  - Nikos Aliagas, dans 50 minutes inside (TF1)

### Gérard de la pire animatrice de l'année
- Elsa Fayer, dans Carré ViiiP (TF1)
  - Carole Rousseau, dans MasterChef (TF1)
  - Élizabeth Tchoungui, dans Avant-premières (France 2)
  - Laurence Ferrari, dans le JT de TF1
  - Claire Chazal, dans le JT de TF1
  - Daniela Lumbroso, dans Chabada (France 3)